# Bartolomeo Borghesi
Bartolomeo Borghesi (11 de julio de 1781 - 16 de abril de 1860) fue un anticuario italiano que se destacó en el área de la numismática.

## Biografía
Borghesi nació en Savignano, cerca de Rímini, y estudió en Bolonia y Roma. Habiendo debilitado su vista en el estudio de documentos de la Edad Media, dirigió su atención a la epigrafía y numismática. En Roma ordenó y catalogó varias colecciones de monedas, entre ellas las de la Ciudad del Vaticano, tarea que emprendió para el Papa Pío VII. Como consecuencia de los disturbios de 1821, Borghesi se retiró a San Marino, donde murió en abril de 1860.

## Obra
Su trabajo Nuovi Frammenti dei Fasti Consolari Capitolini (1818-1820) atrajo la atención del mundo por establecer las bases de una cronología de la historia de Roma. Sus contribuciones a revistas sobre arqueología italiana formaron su buena reputación como numismático y anticuario.
Antes de su muerte, Borghesi concibió la idea de publicar una colección de todas las inscripciones latinas del mundo romano. La tarea fue realizada por la Academia de Berlín bajo el auspicio de Theodor Mommsen, teniendo como resultado la Corpus Inscriptionum Latinarum. Napoleón III ordenó la publicación de las obras completas de Borghesi. Esta edición, de diez volúmenes, el primero de los cuales apareció en 1862, fue completada en 1897.

## Homenajes
En 2004 fue acuñada una moneda conmemorativa de 2 euros de San Marino con el rostro de Borghesi.